# René Follet
REF właśc. René Follet (ur. 10 kwietnia 1931 w Brukseli, zm. 14 marca 2020) – belgijski rysownik komiksowy.

## Komiks
- 1987 : Edmund Bell (John Flanders)
- 1979 : Ivan Zourine
- 1982 : Steve Severin (Yvan Delporte)
- 1982 : Iliada
- 1984 : Jean Valhardy (André-Paul Duchâteau)
- 1998 : Ikar (Makyo)
- 2003 : Terrore (Życie to Madame Tussauds)
- 2004 : i Zingari (Jacques Stoquart)
- 2005 : Shelena (Jéromine Pasteur)

## Twórczość
- 1949 : Wyspa Skarbów to Robert Louis Stevenson
- 1951-1952 : Hrabia Monte Christo to Aleksander Dumas (ojciec)
- 1962 : Ostatni Mohikanin to James Fenimore Cooper
- 1980 : Sindbad Żeglarz

## Nagrody
- 1998 : Międzynarodowy Festiwal Komiksu w Angoulême